# 1893 w filmie
Wydarzenia filmowe w 1893 roku.

## Wydarzenia
- zakończenie budowy pierwszej komercyjnej wytwórni filmowej – Black Maria.

## Premiery
- The Barbershop
- Blacksmith Scene

## Urodzili się
- 10 lutego – Jimmy Durante, amerykański piosenkarz i aktor (zm. 1980)
- 17 lutego – Karol Benda, polski aktor i reżyser (zm. 1942)
- 28 lutego – Wsiewołod Pudowkin, radziecki teoretyk sztuki, reżyser, scenograf i aktor filmowy (zm. 1953)
- 3 kwietnia – Leslie Howard, brytyjski aktor (zm. 1943)
- 20 kwietnia – Harold Lloyd, amerykański aktor (zm. 1971)
- 6 sierpnia – Guthrie McClintic, amerykański reżyser filmowy i teatralny oraz producent (zm. 1961)
- 17 sierpnia – Mae West, amerykańska aktorka (zm. 1980)
- 16 września – Alexander Korda, brytyjski reżyser i producent filmowy (zm. 1956)
- 26 września – Gladys Brockwell, amerykańska aktorka (zm. 1929)
- 14 października – Lillian Gish, amerykańska aktorka (zm. 1993)
- 24 grudnia – Carl Brisson, duński bokser, śpiewak, tancerz, aktor, piosenkarz i reżyser (zm. 1958)